# Chrysopa montana
Chrysopa montana is een insect uit de familie van de gaasvliegen (Chrysopidae), die tot de orde netvleugeligen (Neuroptera) behoort. 
Chrysopa montana is voor het eerst wetenschappelijk beschreven door Navás in 1915.